# Čtyřdenní bitva
Čtyřdenní bitva byla námořní bitva vybojovaná za druhé anglo-nizozemské války poblíž jihovýchodního pobřeží Anglie mezi anglickým a nizozemským loďstvem, která se řadí k nejdelším a největším námořním bitvám historie. Začala 11. června 1666 (1. června podle v Anglii v té době dosud používaného juliánského kalendáře) a skončila po čtyřech dnech těžkých bojů, v nichž obě loďstva vyčerpala téměř všechnu munici, těžkou porážkou Angličanů.
Royal Navy ztratila 10 lodí a svému hlavnímu cíli (zničit jádro nizozemského loďstva) se ani nepřiblížila - Nizozemci naopak bitvou počet svých lodí rozmnožili, když při ztrátě 4 lodí 6 anglických zajali. Navíc mnohé uniknuvší anglické lodě byly v bitvě vážně poškozeny a jejich nákladné opravy představovaly pro již tak se hroutící anglický rozpočet neúnosnou zátěž, takže řada z nich nakonec musela být odepsána. Holanďané sice utrpěli na přeživších lodích srovnatelné škody, ale jejich finanční situace byla mnohem lepší, takže si jejich opravy mohli dovolit. 
V zuřivé bitvě padlo nebo bylo smrtelně zraněno a později zemřelo celkem pět admirálů: Christopher Myngs a William Berkeley na anglické straně a Cornelis Evertsen starší, Abraham Van der Hulst a Frederik Stachouwer na straně Nizozemců.

## Celková situace
V létě 1666 nevypadala pozice Angličanů v druhé anglo-nizozemské válce nikterak záviděníhodně. V červnu 1665 sice drtivě porazili Nizozemce kvůli jejich nekompetentnímu veliteli van Wassenaerovi Obdamovi a nevycvičeným posádkám v bitvě u Lowestoftu, nicméně toto velké vítězství nedokázali využít. Nizozemské flotě naložené kořením se díky neúspěchu Angličanů u Vägenu podařilo proniknout domů a její obrovské bohatství umožnilo Spojeným provinciím dále financovat největší program na stavbu lodí v celé historii země. K vrchnímu velení nad nizozemským loďstvem se navíc po padlém amatérovi van Wassenaerovi Obdamovi dostal kompetentní a zkušený Michiel de Ruyter. Pod jeho vedením tak bylo nizozemské loďstvo připraveno znovu vyplout proti Angličanům již v srpnu 1665, nicméně tehdy ještě k většímu střetnutí nedošlo.
Vzhledem k výše zmíněnému není překvapením, že vévoda z Albemarle, který velel anglickému loďstvu, vsadil na aktivní postoj. Jeho cílem bylo vyvolat velkou bitvu, v níž Nizozemce drtivě porazí, což by mu umožnilo jednak definitivně zablokovat nizozemské přístavy a znemožnit návrat nizozemské floty s kořením, čímž by soupeře ekonomicky zlikvidoval, jednak uvolnit síly pro boj s korzáry napadajícími anglický námořní obchod. Byl si dobře vědom toho, že jakékoliv odklady nahrávají Nizozemcům, kterým dávají čas zacvičit nováčky, kterými jejich expandující loďstvo přetékalo (a na jejichž nezkušenost a nevycvičenost spoléhal), a stavět další lodě v tempu, kterému Anglie nikdy nemohla konkurovat. A že každý den, kdy musí držet anglické loďstvo pohromadě u kontinentu, aby s ním čelili Nizozemcům, dává volnou ruku korzárům a pirátům ekonomicky likvidujícím Anglii ničením jejího zámořského obchodu. Navíc doufal, že jeho loďstvu v boji hodně pomůže nový typ zápalné munice, kterým byly jeho lodě vybaveny.

## Přesuny před bitvou
Anglické straně velice uškodilo obrovské selhání anglické špionáže, která byla vyděšena některými dílčími přesuny francouzského loďstva a mylně informovala královský dvůr a anglické velitele, že se francouzská flota hodlá v brzké době připojit k Nizozemcům (ve skutečnosti francouzský král nijak nespěchal zapojit své loďstvo do bojů a jeho flota nebyla ještě dostatečně shromážděna, aby mohla na takovou akci pomýšlet). Angličané kvůli obávám z imaginární francouzské hrozby před bitvou rozdělili svoji flotu a odeslali eskadru pod vedením prince Ruprechta do Doverské úžiny, aby zde případně Francouze zadržel. Díky tomu byla na začátku bitvy anglická flota o 56 lodích pod vedením George Moncka, který velel rovněž Červené eskadře, přečíslena 84člennou nizozemskou flotou vedenou podplukovníkem admirálem Michielem de Ruyterem, což Angličanům následně znemožnilo dostatečně využít faktu, že se na počátku podařilo Holanďany zaskočit ne zcela připravené.

## Bitva

### První den
První den Monck, plující v čele s bílou eskadrou Georgeho Ayscua za zády a s modrou eskadrou Thomase Teddimana na týlu, překvapil nizozemskou flotu kotvící blízko Dunkerku. I přes nevýhodné povětrnostní podmínky Monck rozhodl zaútočil na nizozemský týl pod vedením podplukovníka admirála Cornelise Trompa doufaje, že ho zničí dříve než by do akce mohli zasáhnout střed a čelo nizozemské floty. Poté, co poslal zprávu Rupertovi, aby se k němu připojil, pokud může, napadl Monck agresivně Trompa, který prchal přes vlámské mělčiny. Monck potom obrátil na severozápad, kde se potkal s nizozemským středem (pod vedením De Ruytera) a čelem (vedeným admirálporučíkem Cornelisem Evertsenem starším). Tromp se opět obrátil, ale jeho loď Liefde se srazila s Groot Hollandií. To viděl viceadmirál Berkeley a přiblížil se se svoji HMS Swiftsure. Callantsoog a Reiger ihned přispěchali na pomoc zachránit svého vůdce a řetězovými střelami zničili lanoví anglické lodě; Reigerovi se poté podařilo nalodit se k Swiftsuru. Berkeley se střetl s nizozemskými námořníky a křičel na ně: Vy psi, vy darebáci, máte-li srdce, tak padněte na palubu!, ale byl přitom fatálně zraněn na krku mušketou. Pak byla Swiftsure zajata. V podpalubí byl nalezen konstábl s uříznutou hlavou; pokoušel se vyhodit loď do povětří, ale dříve ho zabili jeho vlastní lidé a potopili střelný prach. Později tvrdili, že ten muž si podřízl svůj vlastní krk z úplné frustrace. Zničená HMS Seven Oaks (bývalá Sevenwolden) byla zajata Beschermerem, zatímco HMS Loyal George se pokusila pomoci Swiftsuru, ale celá akce skončila pouze zajetím obou lodí. Zmasakrované tělo Berkeleyho, poté co se objevilo v Haagu, bylo později navráceno do Anglie v době příměří, spolu s dopisem od státního generála oceňujícím admirála za jeho statečnost. HMS Rainbow, jedna ze dvou výzvědných lodí, které jako první spatřili nizozemskou flotu, byla izolována a plula do neutrálního Ostende, doprovázena dvanácti loděmi z Trompovy eskadry zatímco druhá, Kent, opustil bitevní pole a plul najít Rupertovu eskadru.
Obě floty se navzájem bombardovaly v hlavní bitevní linii. Hof van Zeeland a Duivenvoorde byly zasaženy střelami z děla a shořely. Nizozemci neznali tento druh munice skládající se z dutých mosazných koulí s hořlavou látkou, takže byli docela překvapeni. Avšak Britové měli pouze malé zásoby této munice, protože náklady na její výrobu byly vysoké.
Monck na noc ustoupil, ale loď týlového admirála Harmana, HMS Henry, byla hnána do nizozemské linie a náhle byla zapálena dvěma loděmi. Kněz se zeptal Harmana, co je může zachránit; ten sarkasticky odpověděl, že dobrý kněz by pokaždé skočil přes palubu. K jeho vlastnímu zděšení kněží v panice poslechl jeho radu spolu s třetinou posádky. Všichni se utopili. Harman zvládl paniku pohrůžkou, že vytáhne meč proti každému, kdo projeví sebemenší pokus opustit loď. Vtom se přiblížil Evertson a zkoumal, jestli by Harman chtěl kapitulovat; pro něho nebylo žádným překvapením, že slavný bojovník s respektem odmítl, křiče „Ještě nejsem na odpis!“. I přes opakované nizozemské útoky a ztrátu dvou stěžňů (jeden z nich pádem poranil Harmana na noze) propukl oheň a Henry utekl, přičemž svoji poslední ránou rozpůlil Evertsena na dvě části.